# Zaida Muxí
Zaida Muxí Martínez (Buenos Aires, 1964) é arquiteta e urbanista graduada pela Faculdade de Arquitetura, Design e Urbanismo da Universidade de Buenos Aires, doutora pela Escola Técnica Superior de Arquitetura de Sevilha  e professora na Escola Técnica Superior de Arquitetura de Barcelona. Coordena junto a Josep Maria Montaner o Mestrado Laboratório da Habitação no século XXI da Universidade Politécnica da Catalunha. É conhecida por sua atuação nos temas de espaço e gênero.